# Tomasz Matkowski
Tomasz Matkowski (ur. 1952) – polski pisarz. Z wykształcenia romanista i dziennikarz. Zajmował się profesjonalnie fotografią. W latach 80. XX wieku zajął się pisarstwem, a nie mogąc znaleźć wydawcy w Polsce zaczął publikować w języku francuskim, debiutując w 1984 roku zbiorem opowiadań Le dévisagé, następnie Gangsterski oraz Paravie. Gangsterski ukazał się później także po polsku. 
Jest autorem trylogii o Myszy i Niedźwiedziu: Mysza. Bajka nie dla dzieci, Mysza na wakacjach. Bajka nie dla dzieci i Mysza i Niedźwiedź mają dziecko. Pozostałe jego książki to I Bóg stworzył delfina, czyli potrawka z człowieków i budzące kontrowersje Polowaneczko.